# Irará
Irará è un comune del Brasile nello Stato di Bahia,di circa 30 000 abitanti, parte della mesoregione del Centro-Norte Baiano e della microregione di Feira de Santana.